# Levantamiento del Chimborazo de 1871
El levantamiento del Chimborazo de 1871 que inició el 18 de diciembre,fue la primera gran revolución de las comunidades indígenas ecuatorianas durante la época republicana, tuvo lugar en los últimos años de la etapa de dominio garciano y el tercer mandato del doctor Gabriel García Moreno,comandado por el líder indígena Fernando Daquilema,proclamado por su comunidad como el Rey de Cacha,en respuestas a las reformas del gobierno que incrementaba el pago de los impuestos como el abuso de las autoridades contra las comunidades yarukies y puruhás,siendo uno de las últimas insurrecciones qué Gabriel García Moreno sufrió en sus años como presidente, la rebelión fue diezmada por el ejército ecuatoriano bajo las órdenes del ministro de defensa el general Francisco Salazar, y la condena de todos los líderes a la pena de fusilamiento.

## Antecedentes

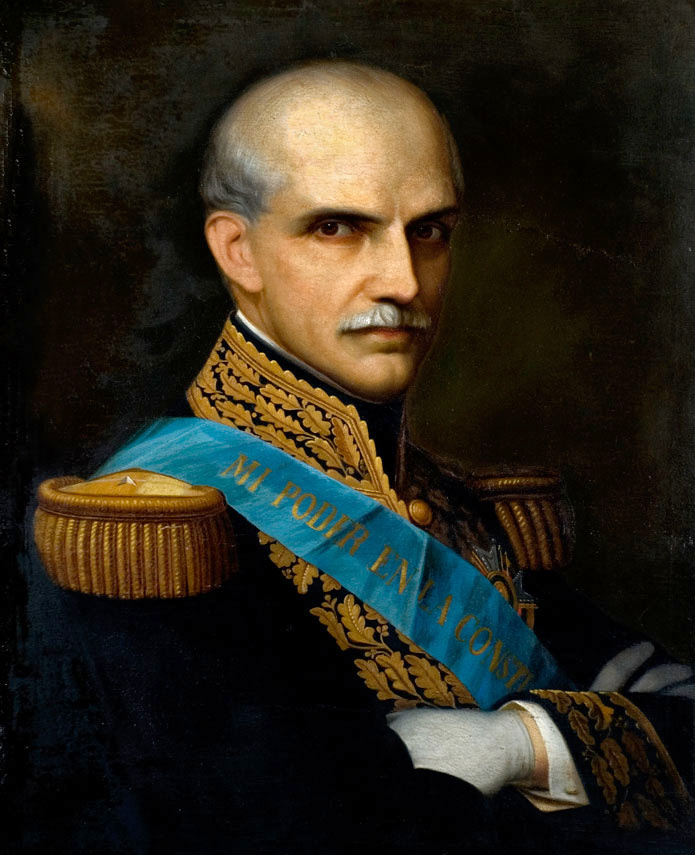
Gabriel García Moreno.

El doctor Gabriel García Moreno logró proclamarse presidente de la república del Ecuador,tras su victoria en contra de las fuerzas del general Guillermo Franco en la Batalla de Guayaquil que puso fin a la crisis nacional de 1858, generada por el expresidente Francisco Robles al ceder el control de territorios disputados entre Perú y el Ecuador a acreedores ingleses.
Durante la época de dominio garciano el presidente Gabriel García Moreno puso en marcha un plan de reforma organizando al país sobre las bases de la religión católica, este plan permitió que el país experimentara un proceso de modernización de la instrucción pública, la reforma militar y fiscal, sin embargo bajo el principio de la insuficiencia de leyes infligió políticas represivas como autoritarias en contra de sus opositores y críticos,como el escritor Juan Montalvo, el expresidente José María Urbina,y el capitán Eloy Alfaro, para su tercer gobierno tuvo lugar un fallido intento de golpe de Estado comandado por el coronel José de Veintimilla, y el general Ignacio de Veintimilla, el cual fue evitado por el general Secundino Darquea qué culminó con la pena de muerte de José de Veintimilla como el exilio forzado de Ignacio de Veintimilla a Perú.
Desde su llegada al gobierno una principales reformas que Gabriel García Moreno mantuvo en vigencia hasta su último mandato, fue profundizar la fuerza de trabajo de las comunidades de Riobamba, Latacunga, Cañar y Ambato,con el argumento de modernizar el sistema de infraestructura vial que conecte las regiones de la costa con la sierra para la construcción del ferrocarril,estas medidas provocaron una fuerte reducción demográfica hacia las parroquias de las comunidades puruhaes y yaruquies,del mismo modo dificulto el pago de los impuestos, siendo fuertemente rechazadas desde su incorporación en el año 1861, lo que llevó a unas manifestaciones indígenas en 1862 en la provincia de Cañar por los líderes Agustín Miranda y Antonio Obado, quienes serían condenados a la pena capital por las fuerzas gubernamentales de los generales Antonio Martínez Pallarés, Francisco Salazar y Julio Sáenz.

## Acontecimientos
Gabriel García Moreno llegaba a su tercer periodo como presidente de la república después de un proceso electoral de 1869,este último mandato estuvo cargado de nuevas reformas al sistema económico, este cambio se vio plasmado en el aumento de los diezmos qué las comunidades indígenas debían entregar a las autoridades parroquiales,diferentes hombres y mujeres pertenecientes a las comunidades de los puruhás y los yuraquies se negaron a formar parte de este cambio,provocando que fueran condenados a la pena de la horca como castigo y acusación de insurrección de gobierno.
En diciembre de 1871 el descontento y la indignación por parte de los pueblos indígenas llegaron aún punto de ebullición,cuando en un nuevo paquete de reformas que nuevamente incrementaron los diezmos y obligaba a todas las comunidades a trabajar en la construcción del plan vial, en medio de estos acontecimientos en la comunidad de Cacha Fernando Daquilema un joven puruha de 23 años descendiente de la dinastía de los Duchicelas,escuchando el descontento de su población comando un levantamiento en contra de las autoridades de su comunidad Rudecindo Rivera y David Castillo,quienes eran encargados en la acumulación de los diezmos serían linchados por la población.
Tras esos acontecimientos se realizó una asamblea cerca de la Laguna de Kapak Kucha donde fueron convocados diferentes líderes de indígenas,para la toma de decisiones tras la muertes de los diezmeros, en la asamblea se tomó la decisión de iniciar un levantamiento en contra del presidente Gabriel García Moreno y se proclamó a Fernando Daquilema como líder del movimiento a quien denominaron Rey del Cacha,al finalizar la reunión todos lo presentes entonaron en canto y gritos "Ñucanchi Jatuk Apu" (Nuestro Gran Señor),Fernando Daquilema con el apoyo de Manuela León y Julián Manzano empezaron a juntar un ejército para avanzar a las principales ciudades de Chimborazo, en un principio sus fuerzas estabas compuestas por 500 yuraquies sin embargo el valor demostrado de los líderes llevó a más de 1000 personas entre hombres y mujeres a unirse al levantamiento.
Fernando Daquilema con el título de Rey, desconoció la autoridad del presidente Gabriel García Moreno considerado como un mandatario supremacista y explotador que debía ser derrocado,las noticias de una posible sublevación llegó a Roberto Ascázubi ex cuñado y amigo personal de Gabriel García Moreno,sin embargo minimizando las acciones de las comunidades el presidente decidió no tomar acciones previas, por su parte Fernando Daquilema logró formar un ejército de más de 5.000 personas con el apoyo de Manuela León, Francisco Guzñay, Julián Manzano, su familia entre ellos su esposa Martina Lozano y su primo Pacificó Daquilema.
En su primera campaña militar llegaron a la ciudad de Cajabamba con un ejército de 10.000 personas donde atacaron e incendiaron las viviendas de la población, la noticia del ataque en Cajabamba llevó a que el 12 de diciembre de 1871 el gobernador Rafael Larrea Checa enviará un batallón de 50 soldados a detener el avance de Fernando Daquilema, sin embargo dicho batallón regresaría con el gobernador reportando que las fuerzas de Fernando Daquilema era más de 12.000 personas, por otro lado el 21 de diciembre diferentes facciones insurgentes de los pueblos de Licto y Cicalpa al mando de Manuela León se unieron a la rebelión en este contexto, Manuela León dirigió a estas tropas a la ciudad de Punín donde incendiaron 14 viviendas y mataron al coronel Miguel Vallejo.
Debido a la muerte del coronel Miguel Vallejo, el ataque a la ciudad de Cajabamba, el avance de las tropas de Fernando Daquilema y la advertencia de Rafael Larrea que informaba de futuras insurrecciones, el presidente Gabriel García Moreno ordenó que se enviara un batallón de su ejército al mando de los generales Francisco Salazar, Secundino Darquea y el coronel Ignacio Paredes,el batallón compuesto por 150 a 300 soldados salió de la ciudad de Quito en camino a la provincia de Chimborazo, para diezmar a la rebelión de las comunidades, el ejército llegó a Riobamba el 24 de diciembre de 1871.
En los últimos días de 1871 tuvo lugar un enfrentamiento del ejército de Fernando Daquilema contra el batallón comandado por el general Francisco Salazar y el coronel Ignacio Paredes,sin embargo a pesar de una gran superioridad numérica que tenían las fuerzas de Fernando Daquilema su ejército se encontraba pobremente equipado y no poseía experiencia en combate, esto llevó a que se produjera un sangriento combate, donde miles de yaruquies serían asesinados y otros caerían prisioneros, desencadenando qué Fernando Daquilema ordenará el retiro de todas las tropas que huyeron de desbandada del campo de batalla.

## Consecuencias
Debido a la masacre provocada por la batalla entre ambos ejércitos, Fernando Daquilema ordenó que todas sus tropas huyeron de la batalla, en medio del caos Manuela León y Julián Manzano fueron capturados,los dos serían sometidos malos tratos y sentenciados por el consejo de guerra condenandolos a la pena fusilamiento el 8 de enero de 1872,con la victoria el presidente Gabriel García Moreno ordenó a sus generales Francisco Salazar y Secundino Darquea la captura de todos los líderes de la rebelión, esto llevó a la captura de Francisco Guzñay y Pacífico Daquilema quienes serían sentenciados a la pena de la horca,por su parte Fernando Daquilema se ocultaría en las montañas y el páramo del volcán Chimborazo.
Durante la persecución el general Francisco Salazar arresto a diferentes yuraquies condenandolos a la pena de muerte, ante el riesgo de la persecución del ejército de Gabriel García Moreno, Fernando Daquilema se entregaría en el mes de enero de 1872,pasaría en la cárcel hasta el mes de marzo cuando el consejo de guerra precedido por el general Julio Sáenz, envió la orden de condenarlo a la pena de fusilamiento por traición a la patria,ser líder de la rebelión y autoproclamarse como Rey,el 8 de abril de 1872 fue llevado a la plaza de Yaruquies en la presencia de más 200 indígenas, antes de la pena el capitán encargado de la ejecución le preguntó si quería alguna gracia o algo, Fernando Daquilema contestó “Manapi” que significa (Nada), entonces el capitán comenzó un discurso dedicado a los indios, y a las 11 a. m. dio la orden a que lo mataron a balazos, 
Con la muerte de Fernando Daquilema se puso fin a la última sublevación durante la época garciana,por su parte Gabriel García Moreno incrementó las penas capitales a todas las comunidades de la sierra, obligando el reclutamiento forzado de diferentes indígenas en la construcción de vías, la postura del presidente ante el genocidio de las comunidades, como el anuncio de su candidatura presidencial en 1875,  llevó a que el escritor Juan Montalvo realizará su obra la Dictadura Perpetua criticando el control de Gabriel García Moreno sobre la sociedad ecuatoriana,siendo esta obra la que daría pie a su magnicidio en 1875.